# Diga di Boztepe (Tokat)
La diga di Boztepe è una diga della Turchia. Si trova nella provincia di Tokat.